# Sphecodes stygius
Sphecodes stygius är en biart som beskrevs av Robertson 1893. Sphecodes stygius ingår i släktet blodbin, och familjen vägbin. Inga underarter finns listade i Catalogue of Life.